# Хмельник (город, Украина)
Хмельни́к (укр. Хмільни́к) — город в Винницкой области Украины. 
Административный центр Хмельникского района (до 2020 года был городом областного подчинения).

## Географическое положение
Находится на северо-западе Винницкой области, на обеих берегах реки Южный Буг, в 67 километрах от Винницы.

## Население
По данным переписи 2001 года, украинцы составляли 95,31 % населения Хмельника, русские — 2,94 %.
На 1 января 2013 года численность населения составляла 28 209 человек.
На 1 января 2020 года население города составляло 24 709 постоянных жителя и 27 398 человек наличного населения.

### Языковой состав
Родной язык населения по данным переписи 2001 года:
| Язык       | Численность, чел. | Доля     |
| ---------- | ----------------- | -------- |
| Украинский | 24 455            | 97,12 %  |
| Русский    | 652               | 2,59 %   |
| Другое     | 74                | 0,29 %   |
| Итого      | 25 181            | 100,00 % |

Украинский язык является основным и единственным официальным языком города.
По данным Государственной службы статистики Украины в 2023/24 учебном году все 161 470 учащихся в учреждениях общего среднего образования в Винницкой области обучались в украиноязычных классах.

## История
Поселение впервые упоминается в 1362 году.

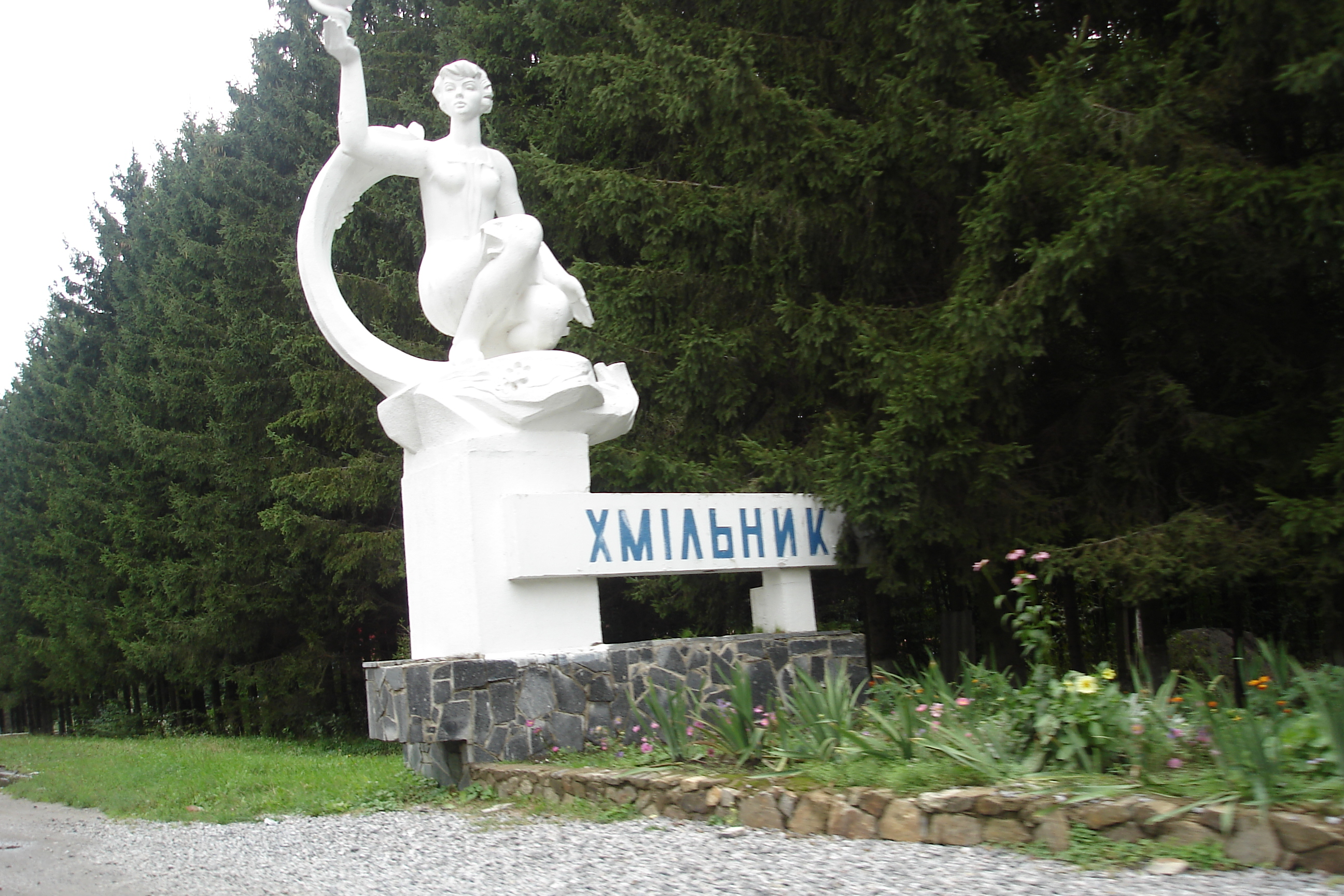
На въезде в Хмельник

Основание города Хмельни́к можно отнести к половине XIV столетия, то есть ко времени первоначального владычества литовского в Подолии, и он долго играл роль одного из главных исторических центров на Северо-Востоке Подолии, как ключ для проникновения туда татар и русских поселенцев.

### 1434—1793
В 1434 году был захвачен Польшей[прояснить], в 1448 году получил магдебургское право.
В 1500 году поселение выжгли крымские татары и вывели много пленных в полон и на продажу. С 1512 года в Хмельнике поселился первый польский малороссийский гетман (украинский, казачий гетман) Предслав Ланцкоранский (Предслава Лянцкоронский), бывшим в то время хмельницкий старостой Королевства польского. 
В XVI веке здесь была создана социнианская школа. События 1636—1650 гг. отражены в местной летописи. Население города принимало участие в восстании Северина Наливайко 1594—1596 гг., восстании Павлюка 1637 года и восстании Хмельницкого 1648—1654 гг.. В 1659 году в битве под Хмельником русско-казацкое войско окончательно победило сторонников низложенного гетмана Ивана Выговского, сделавшего Хмельник на короткий период своей резиденцией.
В 1672—1699 годах находился под властью Османской империи, но по итогам Карловицкого конгресса 1698—1699 гг. был возвращён Польше.

### 1793—1917
В соответствии с договором в 1792 г. Х., вместе с воеводством Брацлавским, перешел к России, в 1795 г. сделан уездным городом Брацлавской губ., в 1804 г. — заштатным городом Подольской губернии.
После второго раздела Речи Посполитой в 1793 году Хмельник вошёл в состав Российской империи.
В 1903 году являлся заштатным городом Литинского уезда Подольской губернии, в котором насчитывалось 14 281 житель, шесть фабрик и заводов, банк и пять церквей.
На 1909 год, в Хмельнике проживал 14 281 житель.

### 1918—1991
В январе 1918 года здесь была установлена Советская власть, однако уже в конце февраля 1918 года оккупировали австро-немецкие войска (которые оставались здесь до ноября 1918 года). В дальнейшем город оказался в зоне боевых действий гражданской войны и власть здесь несколько раз менялась. После окончания советско-польской войны остался в составе Союза ССР.
В 1920-х годах, посёлок городского типа Хмельник, в составе Винницкого округа Украинской ССР, и на 1926 год в нём проживало 10 794 жителей обоего полу.
В октябре 1938 года Хмельник получил статус бальнеологического курорта государственного значения и здесь была построена водолечебница.
В ходе Великой Отечественной войны с 13 июля 1941 до 18 марта 1944 года Хмельник был оккупирован немецкими войсками, здесь действовала советская подпольная организация.
В 1957 году Хмельник получил статус города областного значения.
В 1974 году численность населения составляла 20 тыс. человек, здесь действовали машиностроительный завод, авторемонтный завод, маслодельный завод, мебельная фабрика, швейная фабрика и несколько других предприятий.
В 1985 году здесь действовали авторемонтный завод, асфальтовый завод, комбикормовый завод, завод сухого обезжиренного молока, завод продтоваров, мебельная фабрика, швейная фабрика, хлопчатобумажная прядильно-ткацкая фабрика, филиал Винницкого обувного объединения, райсельхозтехника, райсельхозхимия, комбинат бытового обслуживания, сельское ПТУ, четыре общеобразовательные школы, спортивная школа, больница, Дом культуры, четыре библиотеки и два кинотеатра.
В январе 1989 года численность населения составляла 29 702 человека, основой экономики в это время являлись завод «Хмельниксельмаш», мебельная фабрика, а также предприятия лёгкой (текстильной, обувной и швейной) и пищевой промышленности.

### В независимой Украине

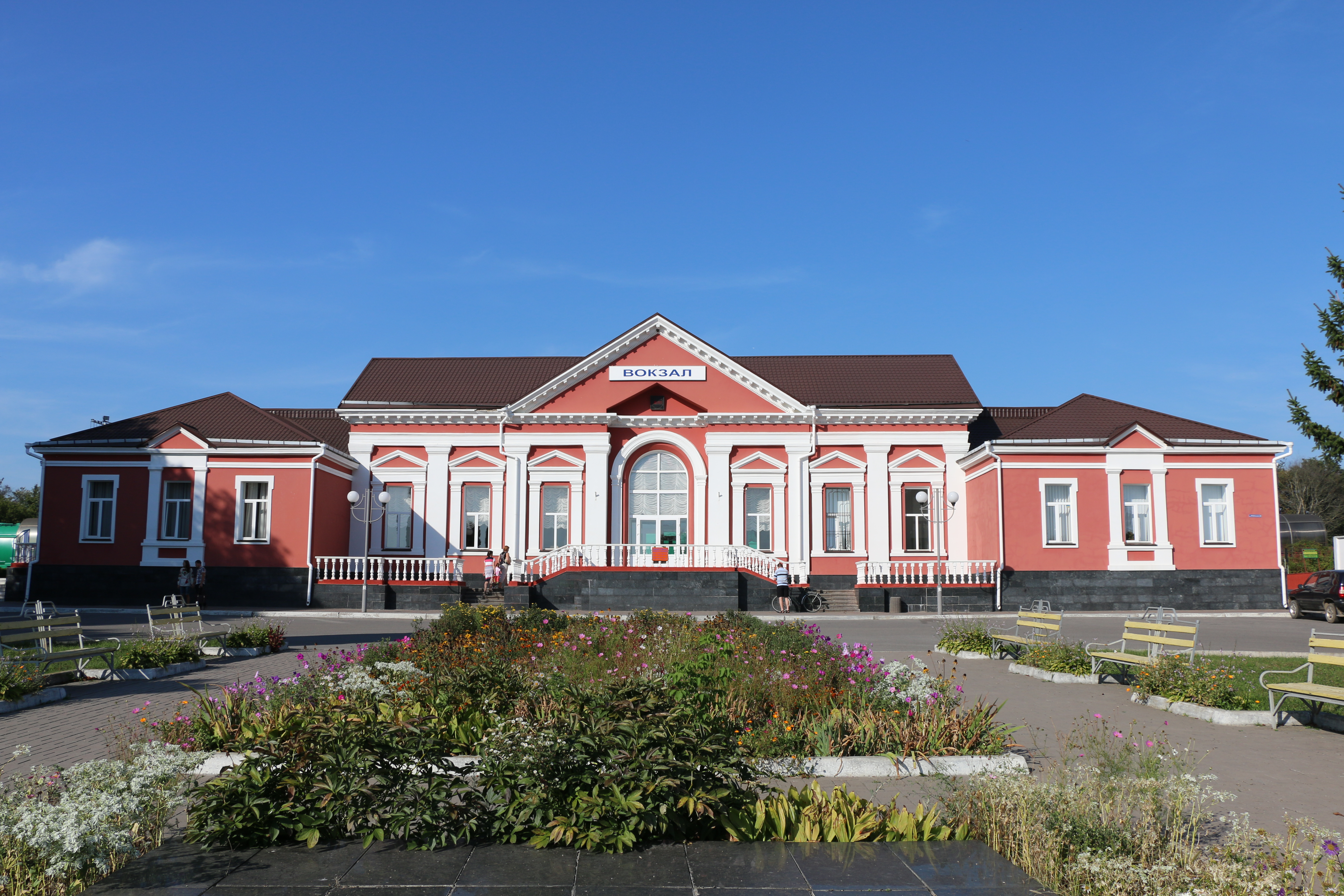
Железнодорожный вокзал

В мае 1995 года Кабинет министров Украины утвердил решение о приватизации находившихся в городе завода «Хмельниксельмаш» и ПМК № 208, в июле 1995 года было утверждено решение о приватизации совхоза.
В начале 2007 года был признан банкротом ремонтно-механический завод, в феврале 2008 года — завод сухого обезжиренного молока.

## Транспорт
- железнодорожная станция Хмельник[10][9] Юго-Западной железной дороги

## Достопримечательности

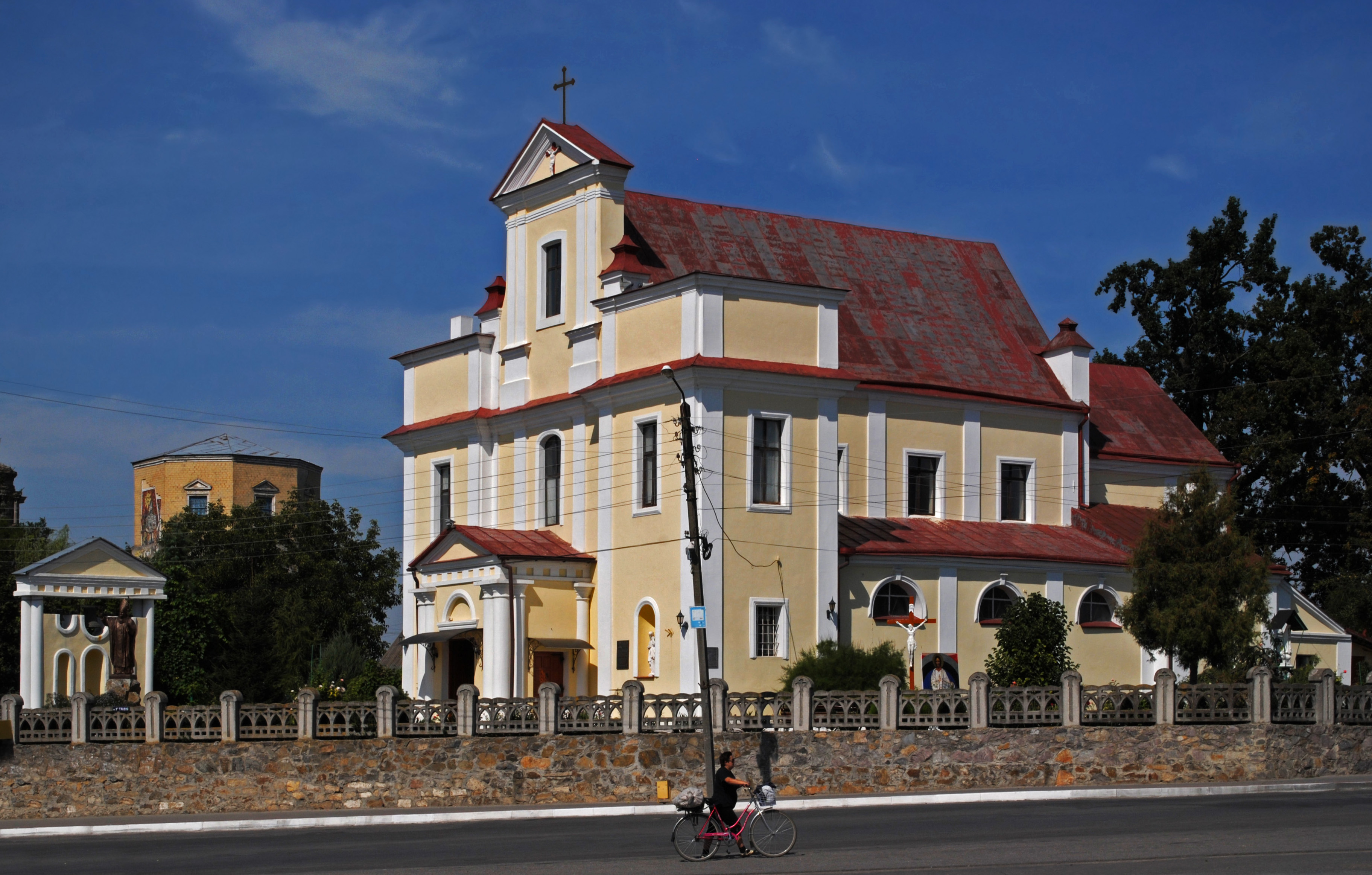
Костёл Иоанна Предтечи

- Костёл Иоанна Предтечи, построенный в честь Святой Троицы (1603 г., реставрированный в 1729 г.)
- 4 православные церкви (1801—1910 гг.)
- Турецкая мечеть

### Дворец графа Ксидо

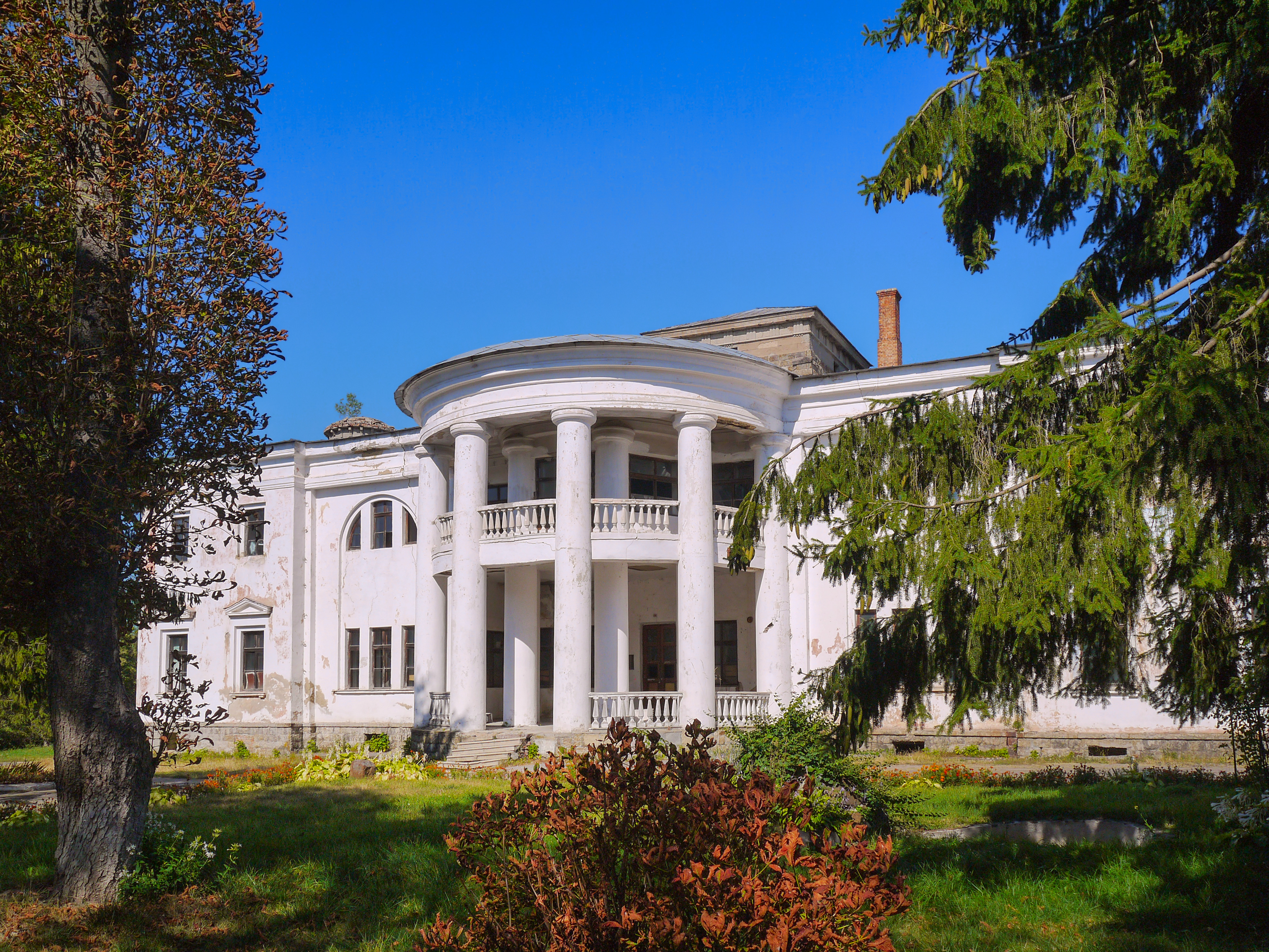
Дворец графа Ксидо

Дворец графа К. Ксидо, служившего адъютантом генерала А. М. Стесселя, построен в 1913—1915 гг. по проекту арх. И. Фомина на основе литовского оборонного замка XVI в. С литовских времен сохранилась восьмигранная крепостная башня (1534 г.), служившая минаретом мечети во времена турецкого владычества[прояснить], а также фрагменты фортификационных сооружений, придающие дворцу средневековый вид со стороны реки, от каменного моста через Южный Буг (1915 г., арх. — И. Фомин). Яркий контраст им создает парадный фасад, выполненный в ренессансном стиле и оформленный колоннадой. В помещении дворца до последнего времени работала гостиница, сейчас здание в аварийном состоянии. В Турецкой башне в 1976 г. краеведом-энтузиастом Иващуком В. открыт исторический музей на общественных началах.

## Города-побратимы
- Буско-Здруй (Польша)
- Щавница (Польша)